# Simone Molteni
Simone Molteni (Como, 25 marzo 1992) è un canottiere italiano.

## Palmarès
- Campionati del mondo di canottaggio

Chungju 2013: oro nell'otto pesi leggeri.
- Universiade oro nel doppio PL luglio 2015 nel bacino della acque di Chungju in Corea del Sud

Kazan' 2013: bronzo nel doppio pesi leggeri